# أموري لوفينز
أموري لوفينز (بالإنجليزية: Amory Lovins) (و. 1947 – م) هو فيزيائي، وكاتب من الولايات المتحدة الأمريكية . ولد في واشنطن العاصمة .

## التعليم
تعلم في Magdalen College، وجامعة هارفارد، وBates College

## جوائز
حصل على جوائز منها:
- Volvo Environment Prize (2007)
- جائزة رايت ليفيلهوود
- زمالة ماك آرثر
- جائزة الكوكب الأزرق.

## روابط خارجية
- أموري لوفينز على موقع مونزينجر (الألمانية)
- أموري لوفينز على موقع ميوزك برينز (الإنجليزية)
- أموري لوفينز على موقع ديسكوغز (الإنجليزية)